# میائوچی، یاماگاتا
میائوچی، یاماگاتا (به لاتین: Miyauchi) یک منطقهٔ مسکونی در ژاپن است که در ناحیه توهوکو واقع شده‌است. میائوچی ۱۷٬۹۳۹ نفر جمعیت دارد.